# SN 1997ce
SN 1997ce – supernowa typu Ia odkryta 29 kwietnia 1997 roku w galaktyce A170748+4401. W momencie odkrycia miała maksymalną jasność 23,30m.